# 무키무키만만수
무키무키만만수는 대한민국의 2인조 인디밴드이다. 한국예술종합학교 출신의 동기생으로써
통기타를 치는 멤버인 만수(이민휘)와 장구를 변형한 '구장구장'이란 독자적인 악기를 사용하는 무키(정은실)로 이루어졌다.

## 결성 및 활동
무키무키만만수는 2011년 5월에 한국예술종합학교 영화동아리 '돌곶이비스타소셜클럽' 학생들이 신이문역 앞 이문고가차도 아래에서 개최한 '쓰레빠음악회'의 참가를 위해
음악회를 3일 앞둔 상황에서 급조되어 결성되었다. 이 때에 산울림과 아마츄어증폭기의 커버곡, 그리고 3일 동안 만든 자작곡 두 곡을 노래한 첫 공연의 영상이
유투브에 게시되고 이것이 인터넷에서 화제가 되면서 결성 되자마자 세상에 알려지게 되었다. 무키(정은실)와 만수(이민휘)는 처음에 한국예술종합학교 학보사에서 만났다. 한예종 미술원 조형예술과 출신의 정은실은 배명훈 작가의 '엄마의 설명력'이라는 소설에 등장하는 '묵희'를 발음 그대로 쓴 '무키'에서, 그리고 음악원 음악학과(이론) 전공의 이민휘는 학교신문사 국장님이 본인을 보면서 자기 친구 '만수'를 닮았다고 만수야라고 부른다고 해서 거기서 '무키무키만만수'라는 이름이 생겨났다고 한다.
이후 2011년 7월부터는 홍대 앞 두리반 철거 투쟁 집회를 시작으로 부산 영도에서 일어난 한진중공업 파업 사태, 강정마을 제주 해군기지 건립 반대 시위 등의 각종 집회 현장을 돌며 공연하였다.
또한 홍대 앞 여러 라이브 클럽 등에서도 공연을 하기 시작하였다. 곧 같은 해 9월에 인디 레이블 비트볼 뮤직으로부터 앨범 제의를 받기에 이른다.
그리하여 시나위의 창립 베이시스트이자 삐삐밴드를 이끌었던 달파란의 프로듀싱 아래, 데뷔 1년 만에 2012년 1집 앨범 《무키무키 만만수 2012》를 발매하였다.
곧이어 각종 공중파 라디오 프로그램들에 출연하고, EBS 스페이스 공감, 광주 MBC 문화콘서트 난장 등의 텔레비전 무대에 서기도 하였다.
2012년 한국대중음악상 '올해의 신인' 후보에 노미네이트되기도 하였다.
하지만 2013년 3월 30일 이태원 클럽 '꽃땅' 폐업 공연을 끝으로 해체를 선언하였다. 이 때에 무키는 구장구장의 화형식을 진행하면서 구장구장에 보내는 시를 낭독하였다.
그러나 잠시의 휴식기를 가진 후 다시 활동을 재개하였다. 2013년에는 무키가 황지우 시인의 주례 아래 결혼을 하였다.

## 음반
1집 《무키무키 만만수 2012》 (2012), 비트볼 뮤직
1. 안드로메다
2. 7번 유형
3. 2008년 석관동
4. 머리 크기
5. 내가 고백을 하면 깜짝 놀랄 거야
6. 남산타워
7. 나는 빠리의 택시 운전사
8. 방화범
9. 식물원
10. 너의 선물
11. 무키무키만만수
12. 투쟁과다이어트